# Donaudampfschiffahrtselektrizitätenhauptbetriebswerkbauunterbeamtengesellschaft
Donaudampfschifffahrtselektrizitätenhauptbetriebswerkbauunterbeamtengesellschaft 
( escuchar) significa, en alemán, "Sociedad de funcionarios subalternos de la construcción de la central eléctrica principal de la compañía de barcos de vapor del Danubio".

## Significado
Esta palabra originalmente tenía 79 caracteres y por la última reforma ortográfica de 1996 pasó a tener 80 caracteres: Donaudampfschifffahrtselektrizitätenhauptbetriebswerkbauunterbeamtengesellschaft (se le agregó una "f"), pero se sigue discutiendo si esta "F" es necesaria o no.
En 1996 esta palabra fue acreedora de un récord Guiness a la palabra más larga en alemán.
La compañía naviera vienesa tenía una subdivisión en preguerra conocida como "Donaudampfschiffahrtsgesellschaft" (DDSG), que transportaba carga y pasajeros a lo largo del Danubio.

## Origen
La palabra se origina en Austria, ya que el alemán austriaco se puede diferenciar del alemán de Alemania.

## Definición
La palabra surge de la concatenación de 8 palabras con los siguientes significados:
- Donau: el río Danubio.
- dampfschiffahrt: navegación en buque de vapor
- elektrizitäten: electricistas
- haupt: principal
- betriebs: operador
- werkbau: edificio de fábrica
- unterbeamten: personal subalterno
- gesellschaft: sociedad, empresa